# Fer servadou
Pour les articles homonymes, voir Fer (homonymie).
Le fer servadou N ou fer N est un cépage de vigne noir du sud-ouest de la France.

## Origine

### Historique

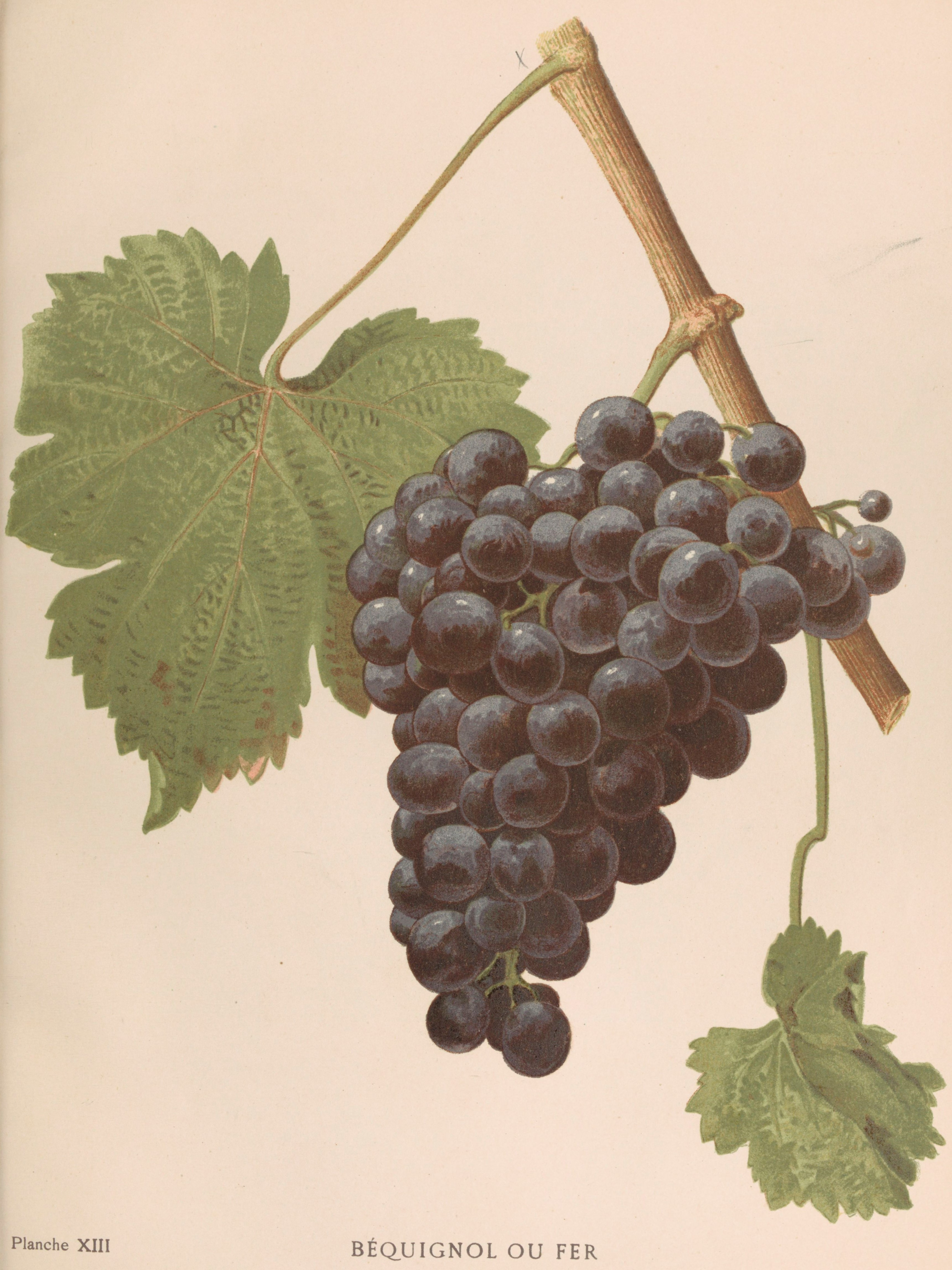
Grappe de Fer.

Selon Guy Lavignac, le fer appartient à la famille ampélographique des carmenets. Il aurait été ramené, au Moyen Âge, du Pays basque espagnol par des pèlerins de retour de Saint-Jacques-de-Compostelle. 
Il est présent dans tous les vignobles du sud-ouest, soit comme cépage exclusif à Marcillac, soit comme cépage obligatoire dans l'assemblage à Gaillac.

### Étymologie
Il porte le nom de fer à cause de son bois, très dur à tailler ou de la fermeté de ses baies. On lui adjoint servadou qui signifie en occitan «qui se conserve bien».

### Synonymes
Il est aussi appelé Pinenc en Béarn, Mansois, Saumançois ou Saumancès (Oc) en Aveyron ou encore Braucol dans le Tarn, Here sur la rive gauche de la Garonne, Estronc, Chalamoncet, Couahort, Herrant, Petit Morrastel, Queufort.

## Caractères ampélographiques

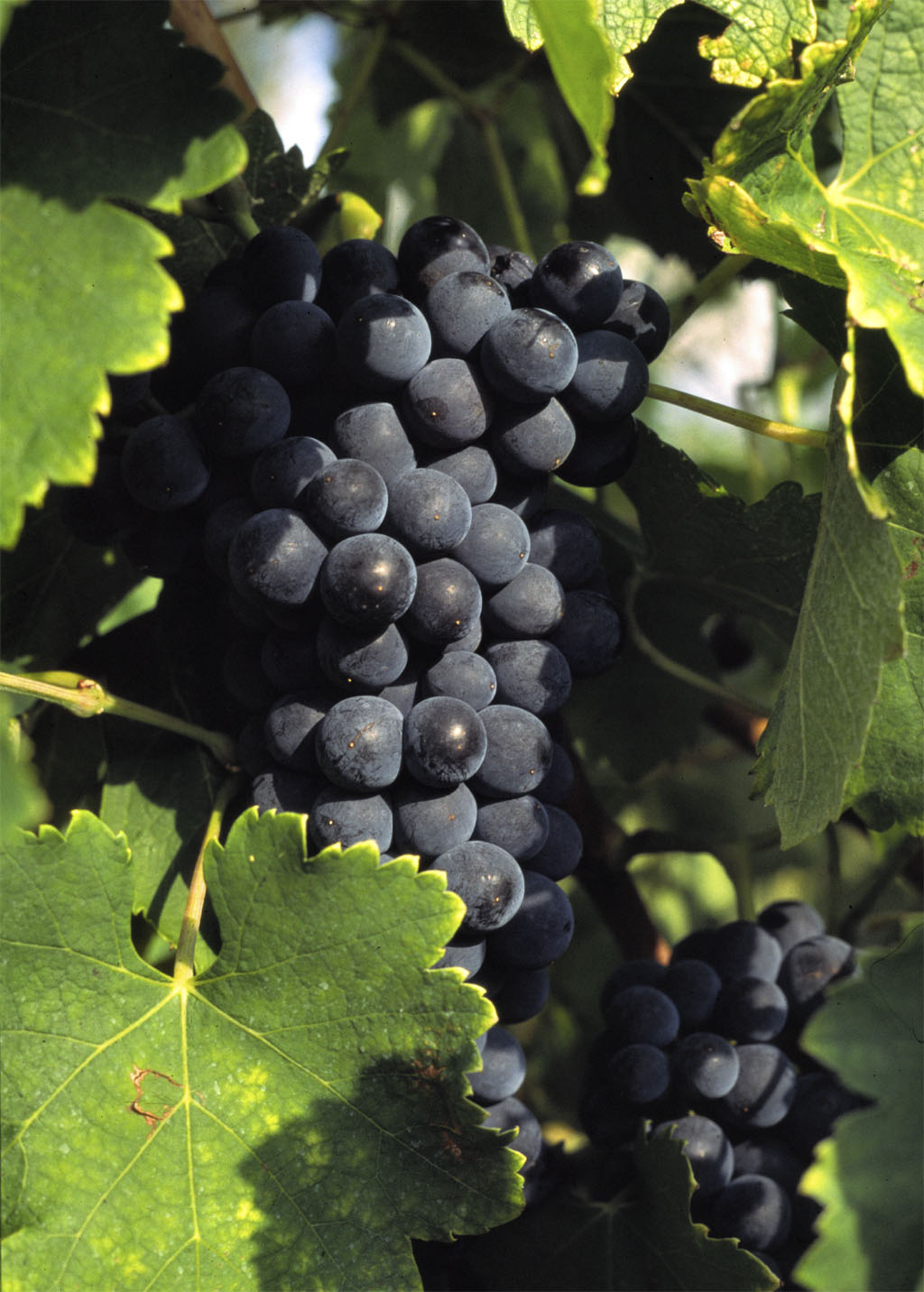
Grappe de fer servadou.

- Jeunes feuilles de couleur verte à plage bronzée
- Feuilles adultes de petite à moyenne taille, à 5 lobes avec sinus latéraux peu profonds, sinus pétiolaire peu ouvert, des dents courtes, une pigmentation anthocyanique des nervures nulle, un limbe tourmenté et face inférieure, une densité faible des poils dressés ou couchés.
- Grappes coniques, ailées, à pédoncule court et fort.
- Baies de forme arrondies à saveur herbacée, d'un beau noir bleuté, bien pruinées.

## Aptitudes
- Culturales: Il doit être taillé long à cause d'un pourcentage variable d'yeux qui ne débourrent pas. Les grappes se conservent bien sur souche, d'où son nom. (servar, servadou = conserver en occitan)
- Sensibilité: Il résiste bien à la pourriture grise et au mildiou, mais est sensible aux cicadelles.
- Technologiques: Les grappes sont moyennes et compactes, les baies petites à moyennes. Le fer donne des vins vifs, moyennement colorés et alcoolisés, rustiques et tanniques aux arômes sauvages très typés.

## Génétique

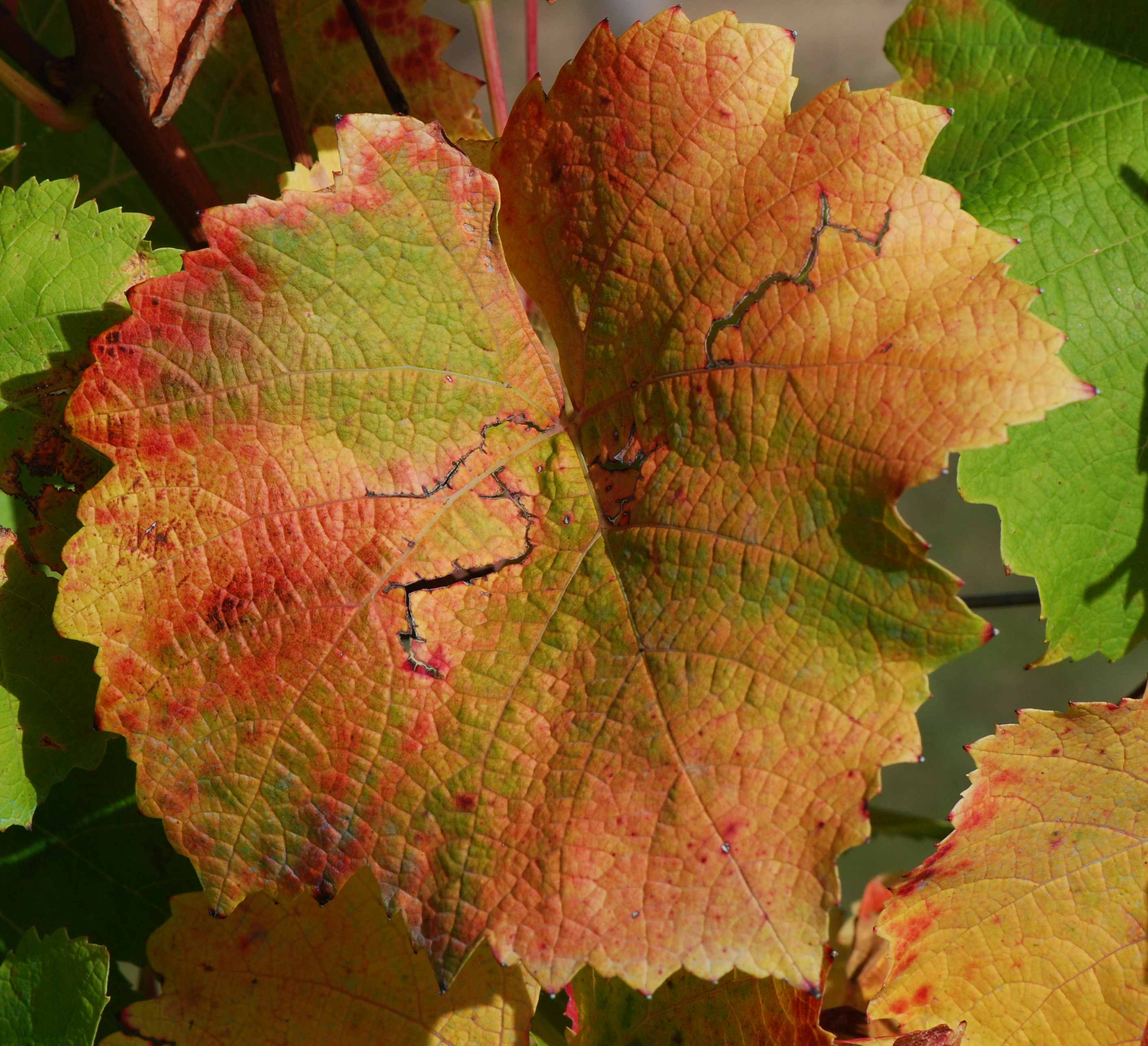
Feuille de fer servadou.

Neuf clones ont été agréés. (420, 421, 556, 557, 628, 670, 671, 672 et 895). Les quatre premiers sont les plus multipliés.
Un conservatoire à Peyrole dans le Tarn regroupe 99 familles de fer. Si le besoin de nouveaux clones s'avérait nécessaire, il pourrait sortir de cette collection.